# D44 (hunebed)
Hunebed D44 ligt in de buurtschap Westenesch nabij Emmen in de Nederlandse provincie Drenthe.
Het hunebed ligt op een boerenerf aan de Schietbaanweg. Het is het enige hunebed in Nederland in particulier bezit.

## Bouw
Het hunebed wordt toegeschreven aan de trechterbekercultuur.
Feitelijk betreft het hier de restanten van een hunebed, waarvan nog één deksteen over is. Deze deksteen rust op twee draagstenen. Naast het hunebed staat nog een deksteen met boorgaten er in. Het is het meest vervallen hunebed van Nederland.
Vlak bij het hunebed lag D44a.

## Geschiedenis
De archeoloog Leonardt Janssen vermeldt het hunebed in 1848. De archeoloog Albert van Giffen beschrijft het hunebed in 1925: "Het hunebed is totaal geruïneerd, zodat de oorspronkelijke staat niet meer te herkennen is, doordat er vroeger een varkenshok ten deele overheen gebouwd was." Hij restaureert en fotografeert het hunebed in 1961.
Het object heeft de status rijksmonument.

## Society of Antiquaries[6]
In Engeland ontstond in de jaren zeventig van de 19e eeuw bezorgdheid over de wijze waarop in Nederland hunebedden werden gerestaureerd. In die kringen was men vooral bezorgd dat met de restauraties het oorspronkelijk beeld van de situatie verloren zou gaan. De directeur van de Society of Antiquaries in Londen verzocht de oudheidkundigen William Collings Lukis en sir Henry Dryden om de staat waarin de hunebedden zich op dat moment bevonden nauwkeurig vast te leggen. Zij bezochten in juli 1878 Drenthe en brachten veertig hunebedden op de Hondsrug in kaart. Ze hebben opmetingen verricht en beschreven de aangetroffen situatie, die zij tevens vastlegden in een serie aquarellen. Hun rapportage aan de Society of Antiquaries verscheen echter niet in druk. Hun materiaal werd bewaard bij de Society of Antiquaries, het Guernsey Museum & Art Gallery en het Drents Museum. Het Ashmolean Museum in Oxford bezit kopieën van hun werk. In 2015 publiceerde de Drentse archeoloog dr. Wijnand van der Sanden alsnog hun werk. Hij voorzag hun materiaal van een uitgebreide inleiding. Ook schetste hij de ontwikkelingen met betrekking tot het archeologisch onderzoek van de hunebedden na hun onderzoek tot 2015. Hij gaf als oordeel dat het werk van Lukis en Dryden van hoge kwaliteit was. In het Drents Museum was in 2015 een tentoonstelling over het werk.
Hunebed D44 is weergegeven op Plan XXXV: Er was nog maar weinig over van dit hunebed. Er lag nog een deksteen op een draagsteen. Aan de andere kant lagen deze deksteen op een gevallen draagsteen. Er was een varkensstal gebouwd op de plek. Het hunebed was privé-eigendom.